# Kłodzko (gemeente)
De gemeente Kłodzko is een landgemeente in het Poolse woiwodschap Neder-Silezië, in het centrum van powiat Kłodzki.
De zetel van de gemeente is in Kłodzko.
Op 30 juni 2004 telde de gemeente 16 928 inwoners.

## Oppervlakte gegevens
In 2002 bedroeg de totale oppervlakte van gemeente Kłodzko 252,25 km², waarvan:
- agrarisch gebied: 68%
- bossen: 22%

De gemeente beslaat 15,35% van de totale oppervlakte van de powiat.

## Demografie
Stand op 30 juni 2004:
| Omschrijving                   | Totaal | Totaal | Vrouwen | Vrouwen | Mannen | Mannen |
| ------------------------------ | ------ | ------ | ------- | ------- | ------ | ------ |
| eenheid                        | aantal | %      | aantal  | %       | aantal | %      |
| inwoners                       | 16 928 | 100    | 8623    | 50,9    | 8305   | 49,1   |
| bevolkingsdichtheid (inw./km²) | 67,1   | 67,1   | 34,2    | 34,2    | 32,9   | 32,9   |

In 2002 bedroeg het gemiddelde inkomen per inwoner 1429,58 zł.

## Bestuurlijke indeling
De gemeente bestaat uit 35 dorpen:
Bierkowice, Boguszyn, Droszków, Gorzuchów, Gołogłowy, Jaszkowa Dolna, Jaszkowa Górna, Jaszkówka, Kamieniec, Korytów, Krosnowice, Ławica, Łączna, Marcinów, Morzyszów, Mikowice, Młynów, Ołdrzychowice Kłodzkie, Podtynie, Podzamek, Piszkowice, Rogówek, Romanowo, Roszyce, Ruszowice, Starków, Stary Wielisław, Szalejów Dolny, Szalejów Górny, Ścinawica, Święcko, Wojciechowice, Wojbórz, Wilcza, Żelazno.

## Komunikacja
De gemeente telt ciągi komunikacyjne: Wrocław - Kudowa-Zdrój (granica państwa), Wrocław - Międzylesie (granica państwa), Kłodzko - Opole, Kłodzko - Wałbrzych.

## Aangrenzende gemeenten
Bardo, Bystrzyca Kłodzka, Kłodzko, Lądek-Zdrój, Nowa Ruda, Polanica Zdrój, Radków, Stoszowice, Szczytna, Złoty Stok